# 2006 AM98
2006 AM98, também escrito como 2006 AM98 e conhecido como 2006 HF123, é um objeto transnetuniano que está localizado no cinturão de Kuiper, uma região do Sistema Solar. Este corpo celeste é classificado como um provável cubewano. Ele possui uma magnitude absoluta de 7,7 e tem um diâmetro estimado com 101 quilômetros.

## Descoberta
2006 AM98 foi descoberto no dia 5 de janeiro de 2006.

## Órbita
A órbita de 2006 AM98 tem uma excentricidade de 0,099 e possui um semieixo maior de 43,656 UA. O seu periélio leva o mesmo a uma distância de 39,329 UA em relação ao Sol e seu afélio a 47,984 UA.